# Miramichi (Nuovo Brunswick)
Miramichi è una cittadina del Canada, situata nella provincia del Nuovo Brunswick, situata sulla Baia di Miramichi, che è un'insenatura del Golfo di San Lorenzo.